# Сен-Жюлья
Сен-Жюлья́ (фр. Saint-Julia, окс. Sent Julian) — коммуна во Франции, находится в регионе Юг — Пиренеи. Департамент — Верхняя Гаронна. Входит в состав кантона Ревель. Округ коммуны — Тулуза.
Код INSEE коммуны — 31491.

## География
Коммуна расположена приблизительно в 600 км к югу от Парижа, в 39 км к востоку от Тулузы.

## Климат
Климат умеренно-океанический. Зима мягкая и снежная, весна характеризуется сильными дождями и грозами, лето сухое и жаркое, осень солнечная. Преобладают сильные юго-восточные и северо-западные ветры.

## Население
Население коммуны на 2010 год составляло 369 человек.
| 1962 | 1968 | 1975 | 1982 | 1990 | 1999 | 2010 |
| ---- | ---- | ---- | ---- | ---- | ---- | ---- |
| 464  | 382  | 370  | 314  | 305  | 333  | 369  |

## Администрация
| Период | Период | Фамилия           | Партия | Примечания |
| ------ | ------ | ----------------- | ------ | ---------- |
| 2001   | 2008   | Дени Вессьер      |        |            |
| 2008   | 2020   | Реймон Мартинаццо |        |            |

## Экономика
В 2010 году среди 240 человек трудоспособного возраста (15—64 лет) 169 были экономически активными, 71 — неактивными (показатель активности — 70,4 %, в 1999 году было 75,6 %). Из 169 активных жителей работали 146 человек (82 мужчины и 64 женщины), безработных было 23 (13 мужчин и 10 женщин). Среди 71 неактивных 22 человека были учениками или студентами, 25 — пенсионерами, 24 были неактивными по другим причинам.

## Достопримечательности
- Церковь Свв. Агаты и Иулиана (XIV век). Исторический памятник с 1925 года[4]
- Городские ворота Сер (XVI век). Исторический памятник с 1926 года[5]
- Ветряная мельница

## Фотогалерея
- Сен-Жюлья
- Церковь Свв. Агаты и Иулиана
- Интерьер церкви Свв. Агаты и Иулиана
- Мэрия
- Дом писателя Эдуара Эстонье[фр.]